# Fragmentología

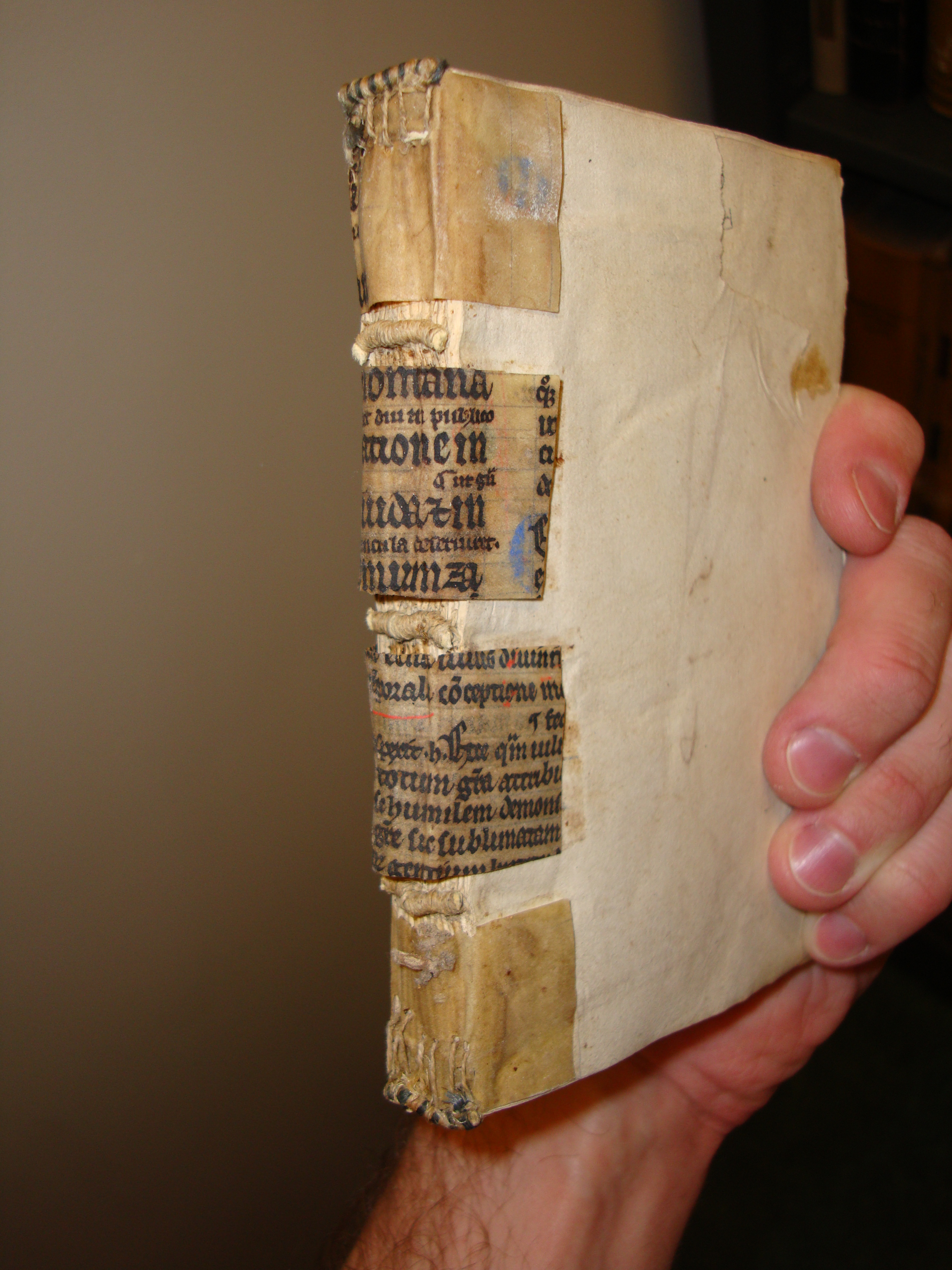
Fragmentos de una Biblia glosada del que refuerzan el lomo del libro (retirada la cubierta exterior), Biblioteca de la Yale Law School.

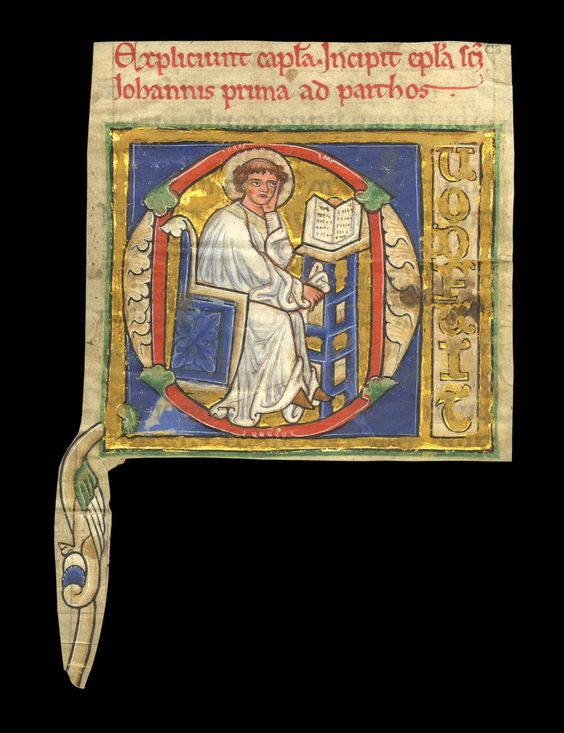
Carta iluminada con pintura de Juan, recortada de un manuscrito del.

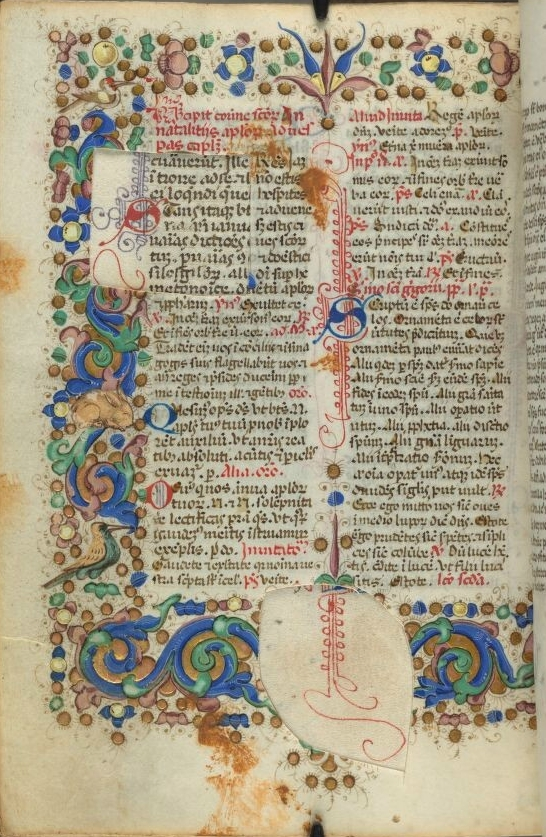
Breviario franciscano, Italia 1465, con letras iluminadas recortadas.

La fragmentología es el estudio de los fragmentos supervivientes de manuscritos (principalmente manuscritos de la Edad Media y el Renacimiento en el caso de las culturas manuscritas europeas). Un fragmento de manuscrito puede consistir en hojas enteras o parciales, normalmente de pergamino, pares conjugados o a veces, conjuntos de un libro o códice de pergamino, o partes de documentos de una sola hoja, como actas notariales. Son habituales en las encuadernaciones de libros, especialmente en los libros impresos de los siglos XV al XVII, y se utilizan de diversas formas, como envoltorios o cubiertas para el libro, como guardas, o cortadas en trozos y utilizadas para reforzar la encuadernación. En otras culturas manuscritas no occidentales, los fragmentos de manuscritos de papel o de otros materiales, tiene lugar junto a pergaminos, incluidas las cubiertas de cartón que muchas veces reutilizaban el papel escrito.
En los últimos años, la fragmentología se ha convertido en una parte activa de los estudios académicos medievales
alimentados por la abundancia, en las bibliotecas institucionales, de fragmentos vinculantes que nunca antes han sido estudiados o incluso catalogados. Se han formado una serie de simposios, sitios web y proyectos para llevar a cabo el estudio correspondiente. En su editorial que define el campo de actuación, William Duba y Christoph Flüeler señalan que la 'naturaleza transdisciplinaria de la fragmentología requiere la colaboración de especialistas capacitados en una variedad de campos, no solo paleografía, codicología o diplomática, sino también la historia del libro impreso, la historia de las bibliotecas, musicología, historia del arte, historia intelectual o humanidades digitales. En resumen, la mayoría de las artes históricas que tratan con el contenido de una página'.

## Fragmentos utilizados en encuadernaciones
Las hojas y partes de hojas de pergamino se han utilizado en las encuadernaciones de manuscritos desde la Edad Media. El uso de fragmentos de manuscritos en las encuadernaciones aumentó enormemente a finales del siglo XV, cuando empezaron a aparecer cada vez más libros impresos que sustituyeron a muchos manuscritos antiguos. La conversión del norte de Europa al protestantismo y el cierre de monasterios y conventos provocaron el desecho de muchos manuscritos religiosos y litúrgicos católicos, algunos de los cuales fueron utilizados por los encuadernadores. En ocasiones, se han retirado fragmentos de manuscritos de las encuadernaciones, bien porque se consideraban significativos o valiosos, bien durante el proceso de encuadernación. La eliminación de estos fragmentos destruye el contexto y las posibles evidencias importantes y es muy criticada por los estudiosos. Cuando es necesario retirar esos fragmentos, la práctica aceptada exige que se conserven con el libro y que se registre su ubicación original.

## Valor probatorio de los fragmentos
Los fragmentos de manuscritos pueden proporcionar una serie de pruebas útiles para medievalistas, bibliógrafos y paleógrafos, entre ellas:
- Preservación de un texto u otro escrito único o poco frecuente.
- Preservación de una escritura antigua o significativa.
- Pruebas de dónde se encuadernó un libro. Dado que los manuscritos medievales no solían viajar lejos del lugar donde se producían, el hecho de que una encuadernación incorpore fragmentos de un manuscrito de un lugar conocido puede ser una prueba de que el libro se encuadernó allí o cerca.[3]
- Pruebas relativas al encuadernador del libro. El hecho de que se encuentren fragmentos del mismo manuscrito en varias encuadernaciones puede relacionar las encuadernaciones, quizá con un encuadernador concreto.[4]
- Pruebas de propiedad o procedencia.
- La estructura interna y externa de la encuadernación.

## Fragmentación moderna de manuscritos
A partir del siglo XIX, los coleccionistas recortaron letras iniciales ornamentadas y miniaturas de manuscritos iluminados. En el siglo XX, algunos libreros empezaron a arrancar hojas de los manuscritos para venderlas como páginas sueltas o como recuerdos con objeto de obtener un mayor beneficio. Esta "rotura" de manuscritos ha sido más común en los libros de horas, que contienen páginas iluminadas, dorados y atractivas decoraciones. "Como resultado, hoy en día hay decenas de miles de hojas sueltas en varios cientos de colecciones de Estados Unidos". Esta práctica continúa hoy en día y muchas hojas sueltas de libros de horas y antífonas están disponibles en lugares como eBay y a través de comerciantes de libros y manuscritos. Los eruditos condenan enérgicamente esta práctica, incluso cuando el manuscrito está incompleto, para empezar, ya que destruye la integridad y la evidencia de todo el manuscrito. El peor, de los conocidos, destructores de manuscritos y el más famoso fue Otto Ege, que trabajó durante muchos años en el Cleveland Institute of Art, que llegó a desmembrar muchos manuscritos completos y fragmentarios para vender las hojas individualmente o en grandes colecciones en cajas.

## Fragmentología digital
Los eruditos han estudiado el desmembramiento y la venta de hojas de manuscritos por parte de Otto Ege y han intentado localizar la ubicación actual de las hojas de algunos de esos manuscritos. Se han puesto en marcha varios proyectos en línea para recopilar imágenes de estas y otras hojas de manuscritos en una reconstrucción virtual de los manuscritos originales, entre ellos Fragmentarium, con sede en Suiza. Esto se ha denominado "fragmentología digital". También se han utilizado sitios web para identificar y datar fragmentos de manuscritos mediante crowdsourcing.

## Galería de fragmentos
|                                            |
| Hoja de manuscrito utilizada como portada. |

|                                           |
| Hoja de manuscrito utilizada como guarda. |

|                                                     |
| Hoja manuscrita utilizada como refuerzo de bisagra. |

|                                                      |
| Hoja de manuscrito removida de la portada del libro. |

|                                                                         |
| Cubierta de libro de hoja de manuscrito con ranuras para atar cordones. |